# Д’Алессандро, Андрес
Андре́с Никола́с Д’Алесса́ндро (исп. Andrés Nicolás D'Alessandro; родился 15 апреля 1981 года в районе Ла-Патерналь Буэнос-Айреса) — аргентинский футболист, выступавший на позиции полузащитника. Выступал за сборную Аргентины. Олимпийский чемпион 2004 года, чемпион мира среди молодёжных команд 2001.

## Биография
Воспитанник школы «Ривер Плейта», в основе которого дебютировал в 1998 году. В составе «миллионеров» трижды выигрывал первенство Аргентины.
В 2003 году уехал в Европу, подписав контракт с немецким «Вольфсбургом». В 2006 году на правах аренды играл за «Портсмут», после чего на полтора года уехал в Испанию, где выступал за «Сарагосу». В 2008 году вернулся в Аргентину, где полгода выступал за «Сан-Лоренсо».
С 2008 года в карьере Д’Алессандро начался новый этап — он стал выступать за бразильский «Интернасьонал», где стал настоящим лидером и любимцем болельщиков. В 2010 году помог клубу во второй раз в истории завоевать Кубок Либертадорес. С 2013 года является капитаном «Интернасьонала».
По итогам 2008 года занял четвёртое место среди лучших футболистов Южной Америки. В 2010 году был признан лучшим футболистом Южной Америки.
4 февраля 2016 на правах аренды вернулся в «Ривер Плейт», где начинал карьеру. В 2017 году вернулся в «Интер», который в предыдущем году впервые в своей истории вылетел в Серию B Бразилии. После возвращения в Бразилию Д’Алессандро вновь стал капитаном «Интера». После завершения чемпионата Бразилии 2020 в феврале 2021 года аргентинец объявил о переходе в уругвайский «Насьональ». В интервью журналистам Андрес отметил, что он разговаривал о чемпионате Уругвая с Себастьяном Абреу и Диего Лугано и ему понравились задачи,которые ставит перед командой руководство клуба. Кроме того, Монтевидео находится ещё ближе к родному Буэнос-Айресу, чем Порту-Алегри, и в 40 лет он хотел бы быть ближе к семье.
В начале 2022 года вернулся в «Интер». 17 апреля провёл свой последний матч в профессиональной карьере. Его команда обыграла в рамках чемпионата Бразилии «Форталезу» со счётом 2:1. В конце первого тайма Андрес забил свой последний гол. После окончания игра аргентинец объявил о завершении карьеры.

## Достижения
Клубные
- Чемпион Аргентины (3): 2000, 2002, 2003
- Обладатель Кубка Аргентины (1): 2015/16
- Чемпион Уругвая (1): 2020
- Обладатель Суперкубка Уругвая (1): 2021
- Чемпион штата Риу-Гранди-ду-Сул (6): 2009, 2011, 2012, 2013, 2014, 2015
- Обладатель Кубка Либертадорес (1): 2010
- Обладатель Южноамериканского кубка (1): 2008
- Обладатель Рекопы (1): 2011
- Обладатель Кубка банка Суруга (1): 2009

В сборной
- Чемпион мира среди молодёжных команд (1): 2001
- Серебряный призёр Кубка Америки (1): 2004
- Олимпийский чемпион (1): 2004

Личные
- Лучший игрок Южной Америки (1): 2010 года, по версии издания El Pais[6]
- Участник символической сборной года в Южной Америке (4): 2001, 2002, 2008, 2010